# Base Presidente Eduardo Frei Montalva
La Base Aérea Antártica "Presidente Frei" Eduardo Frei Montalva es la mayor base antártica de Chile y una de las principales de toda la Antártida. Se ubica en la península Fildes, área desprovista de hielo, frente a la bahía Fildes (Maxwell Bay), al oeste de la isla Rey Jorge, islas Shetland del Sur. Adyacente a ella está la Base Escudero y además está a sólo 200 metros de la base rusa Bellingshausen. Sus coordenadas geográficas son 62°12′0″S 58°57′51″O / -62.20000, -58.96417 y se ubica a una altitud de 10 metros sobre el nivel del mar. Se encuentra en el territorio antártico reclamado por Chile (Territorio Chileno Antártico, Región de Magallanes y de la Antártica Chilena).

## Características

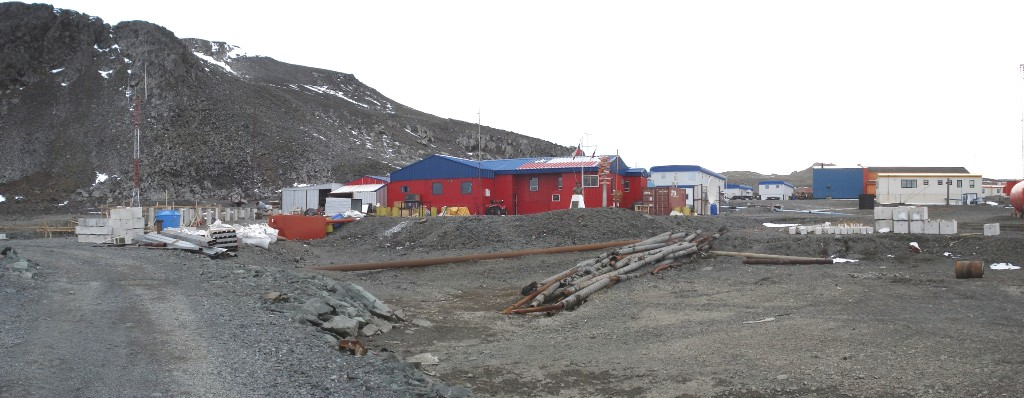
Base Frei en diciembre de 2008.

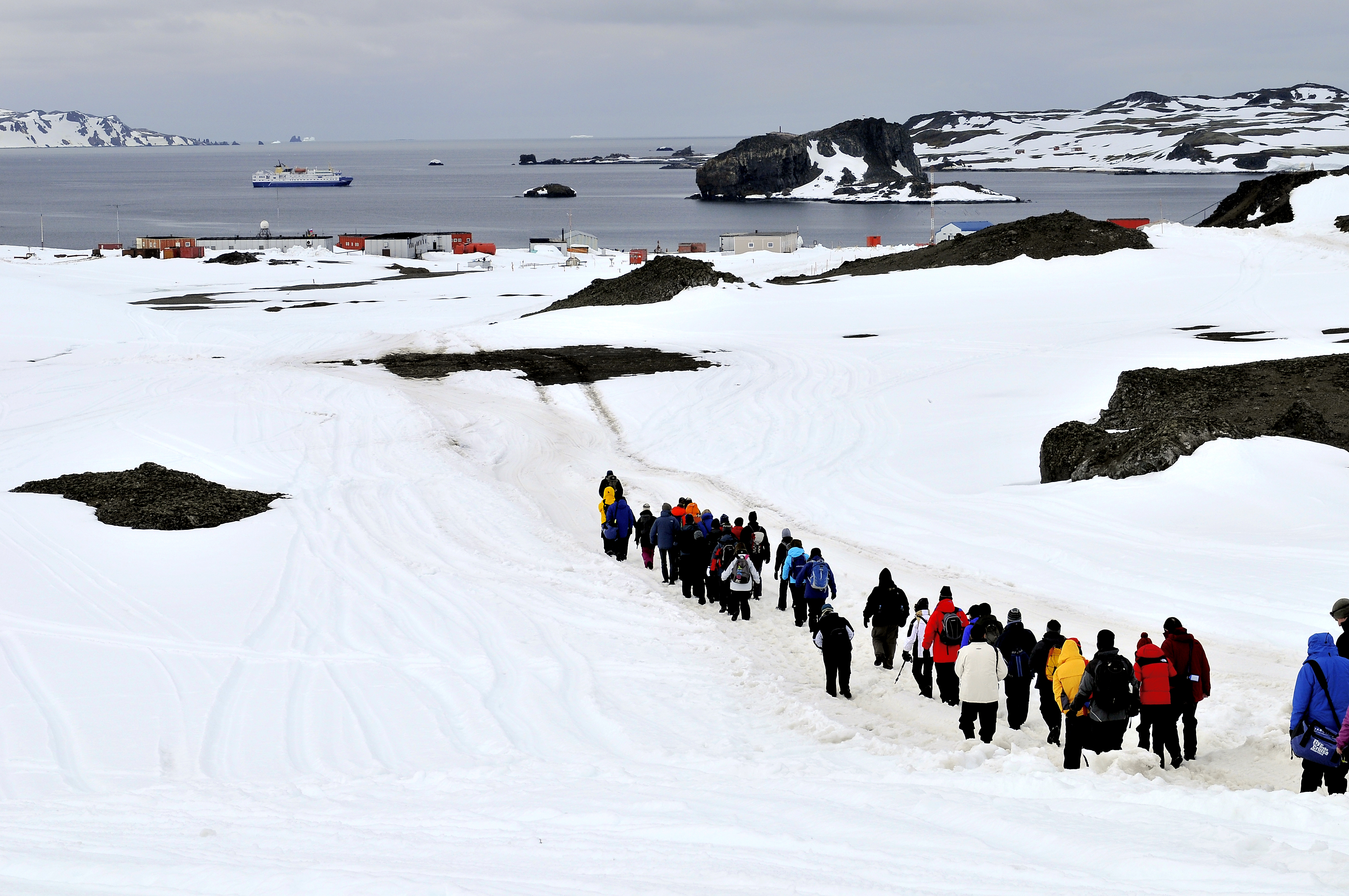
Turistas en los alrededores de la base.

Cuenta con una pista de aterrizaje de 1300 metros, la Base Aérea Teniente Rodolfo Marsh Martin, con 50 vuelos intercontinentales y 150 intracontinentales por temporada, sirviendo de transporte a gran cantidad de bases del sector.
Comprende además la Villa Las Estrellas, un hospital, una escuela, un banco, un pequeño supermercado, una oficina de correos, una capilla, entre otros servicios.
La población máxima en verano es de 150 personas, y el promedio de población en invierno es de 80 personas.
Comenzó a operar en 1969 como Centro Meteorológico Antártico Presidente Eduardo Frei Montalva. Al ampliarse las instalaciones se llamó "Base Teniente Rodolfo Marsh", manteniendo el centro meteorológico su nombre original. En la década de 1990 todo el conjunto pasó a llamarse Base Presidente Eduardo Frei Montalva.
Desde el año 1985 existe una dependencia de la Armada de Chile, llamada Capitanía de Puerto de Bahía Fildes, la cual sólo se abría en verano para el apoyo a las actividades científicas y estudio de la contaminación de las aguas. Desde el año 2006 la Capitanía de Puerto de Bahía Fildes está operando durante todo el año, con el propósito de mantener informadas a las bases vecinas sobre las condiciones meteorológicas de la Bahía y para actuar en caso de accidentes en el mar.

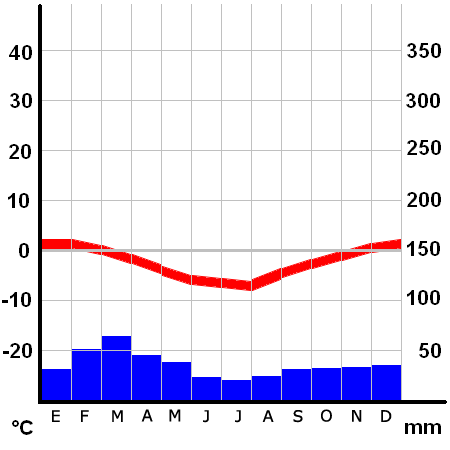
Climograma de la base P. E. Frei M. En rojo: temperaturas. Azul: precipitaciones.

## Clima

Base P. E. Frei M. en el extremo occidental.

Como todas las escasas zonas libres de hielo permanente del norte de la Antártida, cercanas al nivel del mar, el sector entra en la categoría de clima de tundra. La temperatura promedio del mes más frío (julio) es -6,3 °C; del mes más cálido (enero), 1,4 °C; promedio anual -2,4 °C. Precipitaciones promedio: mes con más precipitaciones (marzo), 62,5 mm; mes con menos precipitaciones (julio), 18,2 mm; anual 405 mm.
| Parámetros climáticos promedio de Base Frei                                                | Parámetros climáticos promedio de Base Frei | Parámetros climáticos promedio de Base Frei | Parámetros climáticos promedio de Base Frei | Parámetros climáticos promedio de Base Frei | Parámetros climáticos promedio de Base Frei | Parámetros climáticos promedio de Base Frei | Parámetros climáticos promedio de Base Frei | Parámetros climáticos promedio de Base Frei | Parámetros climáticos promedio de Base Frei | Parámetros climáticos promedio de Base Frei | Parámetros climáticos promedio de Base Frei | Parámetros climáticos promedio de Base Frei | Parámetros climáticos promedio de Base Frei |
| Mes                                                                                        | Ene.                                        | Feb.                                        | Mar.                                        | Abr.                                        | May.                                        | Jun.                                        | Jul.                                        | Ago.                                        | Sep.                                        | Oct.                                        | Nov.                                        | Dic.                                        | Anual                                       |
| ------------------------------------------------------------------------------------------ | ------------------------------------------- | ------------------------------------------- | ------------------------------------------- | ------------------------------------------- | ------------------------------------------- | ------------------------------------------- | ------------------------------------------- | ------------------------------------------- | ------------------------------------------- | ------------------------------------------- | ------------------------------------------- | ------------------------------------------- | ------------------------------------------- |
| Temp. máx. abs. (°C)                                                                       | 13.0                                        | 9.2                                         | 8.3                                         | 5.9                                         | 4.6                                         | 4.2                                         | 5.0                                         | 3.8                                         | 4.4                                         | 4.4                                         | 6.0                                         | 8.2                                         | 13.0                                        |
| Temp. máx. media (°C)                                                                      | 2.7                                         | 2.9                                         | 2.2                                         | 0.6                                         | -0.8                                        | -1.5                                        | -0.9                                        | -2.2                                        | -1.3                                        | -0.8                                        | 0.0                                         | 2.1                                         | 0.3                                         |
| Temp. media (°C)                                                                           | 1.5                                         | 1.6                                         | 0.4                                         | -1.7                                        | -3.8                                        | -5.5                                        | -6.5                                        | -6.5                                        | -4.5                                        | -2.6                                        | -1.0                                        | 0.6                                         | -2.3                                        |
| Temp. mín. media (°C)                                                                      | 0.3                                         | 0.6                                         | -1.2                                        | -4.8                                        | -8.2                                        | -9.4                                        | -13.2                                       | -11.3                                       | -8.0                                        | -5.6                                        | -2.8                                        | -0.3                                        | -5.3                                        |
| Temp. mín. abs. (°C)                                                                       | -5.1                                        | -5.8                                        | -9.9                                        | -16.8                                       | -23.6                                       | -24.2                                       | -28.5                                       | -28.7                                       | -23.0                                       | -17.0                                       | -10.7                                       | -6.8                                        | -28.7                                       |
| Precipitación total (mm)                                                                   | 53.8                                        | 52.3                                        | 52.5                                        | 46.6                                        | 31.0                                        | 29.2                                        | 32.2                                        | 34.5                                        | 42.0                                        | 47.7                                        | 41.0                                        | 30.1                                        | 492.9                                       |
| Horas de sol                                                                               | 83.8                                        | 71.2                                        | 57.3                                        | 23.6                                        | 8.3                                         | 1.2                                         | 3.9                                         | 15.8                                        | 44.2                                        | 93.2                                        | 104.5                                       | 98.1                                        | 605.1                                       |
| Humedad relativa (%)                                                                       | 91                                          | 89                                          | 89                                          | 89                                          | 88                                          | 90                                          | 89                                          | 88                                          | 89                                          | 90                                          | 89                                          | 81                                          | 89                                          |
| Fuente: Dirección Meteorológica de Chile (temperature data:1970-2004, all other 1990-2000) |                                             |                                             |                                             |                                             |                                             |                                             |                                             |                                             |                                             |                                             |                                             |                                             |                                             |

## Sitio y monumento histórico

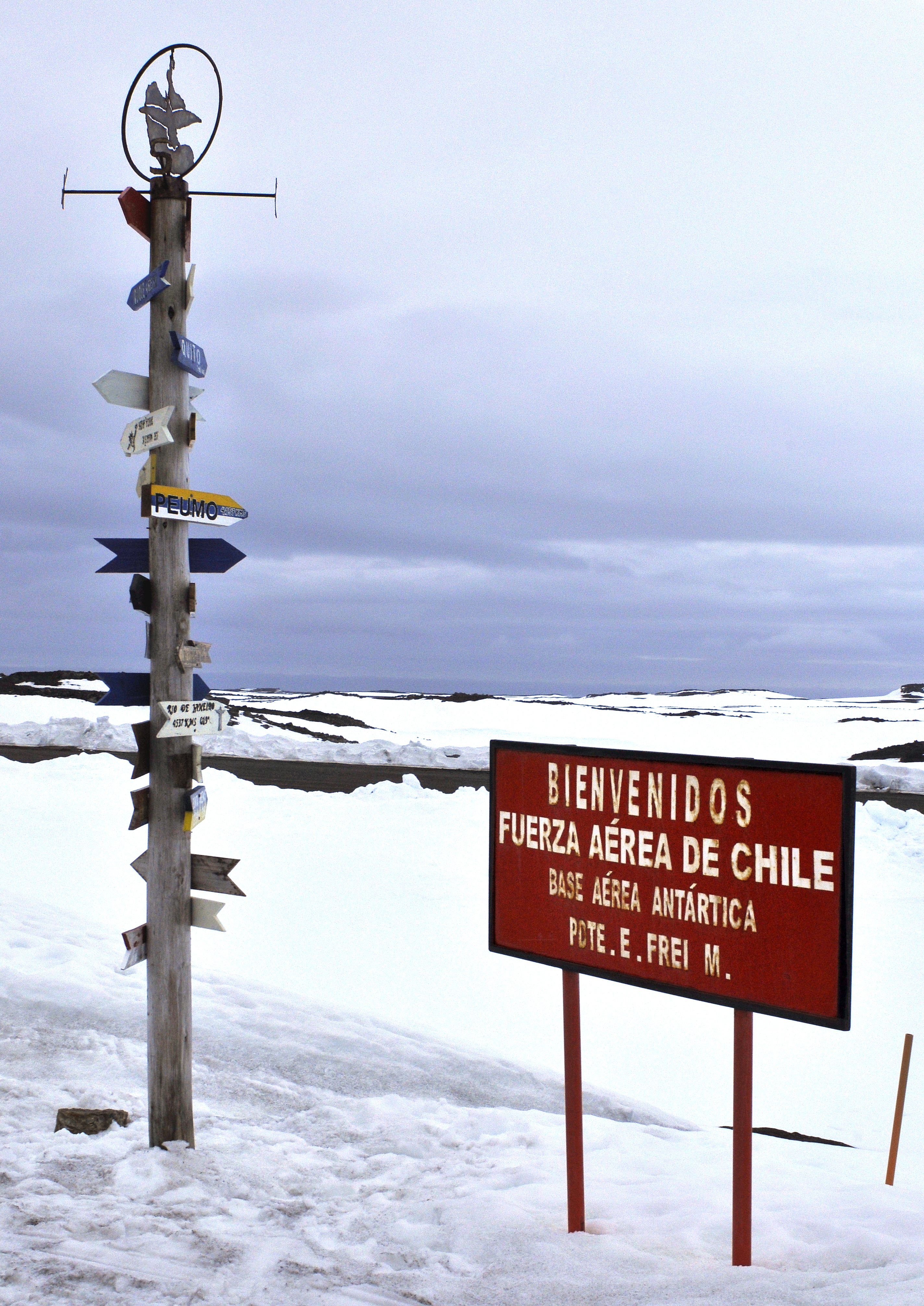
Cartel en la base.

El Monumento al Tratado Antártico, una placa que conmemora a los signatarios del Tratado Antártico, en los cuatro idiomas oficiales en que se firmó fue inaugurado en 1999, con ocasión del 40.º aniversario de la firma del tratado. Fue designado Sitio y Monumento Histórico de la Antártida n.º 82 bajo el Tratado Antártico, y conservado por la Base Frei Montalva.

## Medios de comunicación

### Radioemisoras

#### FM
- 94.1 MHz - Radio Soberanía (Villa Las Estrellas)

### Televisión

#### VHF
- 10 - Canal 13
- 13 - TVN

#### TDT
- 10.1 - Canal 13 HD
- 10.2 - T13 En Vivo
- 10.31 - Canal 13 One Seg

- 13.1 - TVN
- 13.2 - NTV
- 13.31 - TVN One Seg